# Asperthorax
Asperthorax es un género de arañas araneomorfas de la familia Linyphiidae. Se encuentra en el Este de Asia y la vecina Rusia asiática.

## Lista de especies
Según The World Spider Catalog 12.0:
- Asperthorax borealis Ono & Saito, 2001
- Asperthorax communis Oi, 1960
- Asperthorax granularis Gao & Zhu, 1989